# Algansea
Az Algansea  a csontos halak (Osteichthyes) főosztályának sugarasúszójú halak (Actinopterygii)  osztályába, a pontyalakúak (Cypriniformes) rendjébe, a pontyfélék (Cyprinidae) családjába, és az Leuciscinae alcsaládjába tartozó nem.

## Rendszerezés
A nemhez az alábbi 7 faj tartozik.
- Algansea tincella (Valenciennes, 1854)
- Algansea barbata (Alvarez & Cortés, 1964)
- Algansea lacustris (Steindachner, 1895)
- Algansea popoche (Jordan & Snyder, 1899)
- Algansea monticola (Barbour & Contreras-Balderas, 1968)
- Algansea avia (Barbour & Miller, 1978)
- Algansea aphanea (Barbour & Miller, 1978)